# Matko Potočnik
Matko Potočnik, slovenski gimnazijski profesor in zgodovinar, * 8. september 1872, Koroška Bela, † 6. julij 1967, Lesce.

## Življenje in delo
Potočnik je do 10. leta v rojstnem kraju obiskoval enorazrednico, leta 1882 vstopil v 4-razredno ljudsko šolo v Kranju, kjer je končal tudi nižjo gimnazijo; 5. razred gimnazije je obiskoval v Ljubljani, ostale pa v Beljaku, kjer je 4. julija 1895 tudi maturiral. Na Dunaju se je prvo leto študija posvetil pravu, nadaljnja 3 leta  pa filozofiji. V šolskem letu 1899/1900 je bil suplent v Novem mestu, 1900/1901 pa na Dunaju za domačega učitelja. Leta 1901 opravil izpite iz zemljepisa in zgodovine kot glavna predmeta in slovenščine kot stranski predmet za srenje šole s slovenskim in nemškim učnim jezikom. Doktoriral je l. 1902 z disertacijo Bemerkungen zum Leben und Tätigkeit des Themistokles.
V letih 1902–1912 je deloval kot profesor na državnem moškem učiteljišču v Mariboru. Zaradi nesoglasij v profesorskem zboru je zamenjal mesto z M. Pircem na realki v Idriji, kjer je služboval do mobilizacije v začetku prve svetovne vojne. Oproščen  vojaščine je od 1915–1919 služboval na gimnaziji v Kranju, 1919–1926 pa na I. državni gimnnaziji v Ljubljani. Leta 1926 je postal ravnatelj državnega ženskega in čez 2 tedna državnega moškega učiteljišča v Mariboru. Upokojen 26. junija 1932, a je bil že konec leta reaktiviran kot ravnatelj državnega moškega učiteljišča v Gospiću in kot tak končno upokojen 3. maja 1933.
Potočnik se je v šoli udejstvoval kot zaveden narodnjak in skrbnik socialno šibkega dijaštva. K njegovemu šolskemu delu spadata tudi šolska učbenika Zgodovinske učne snovi za ljudske šole V in VI, (Lj. 1906) kjer je obdelal dobo po 1835 ter gospodarski razvoj v 19. stoletju. Kot zgodovinar in zemljepisec je Potočnik obravnaval predvsem Koroško. Njegov prvi spis Nova železnica na Slovenskem, Celovec-Podrožčica in Beljak-Podrožčica, je pod psevdonimom Belan izšel v Koledarju Mohorjeve družbe za leto 1907. Spisal je tudi VI. del Slovenske zemlje; Vojvodino Koroško I (1909) in II (1910) z antropogeografskega, političnega, kulturnega in zgodovinskega vidika, ter za I. zvezek priredil narodnostni zemljevid Koroške. V Slovenskih spominih in jubilejih (Lj. 1911) je prikazal življenje J. Apiha. V plebiscitni dobi je bil referent pri pokrajinski vladi in nato do 1922 izvedenec pri razmejitveni komisiji med Jugoslavijo in Avstrijo na črti Olševa-Peč. V tem času je deloval tudi žurnalistično s prispevki o Koroški.